# Ciborro
Ciborro ist eine Gemeinde (Freguesia) im portugiesischen Kreis Montemor-o-Novo. In ihr leben 591 Einwohner (Stand 19. April 2021).